# Bund für Umwelt und Naturschutz Deutschland

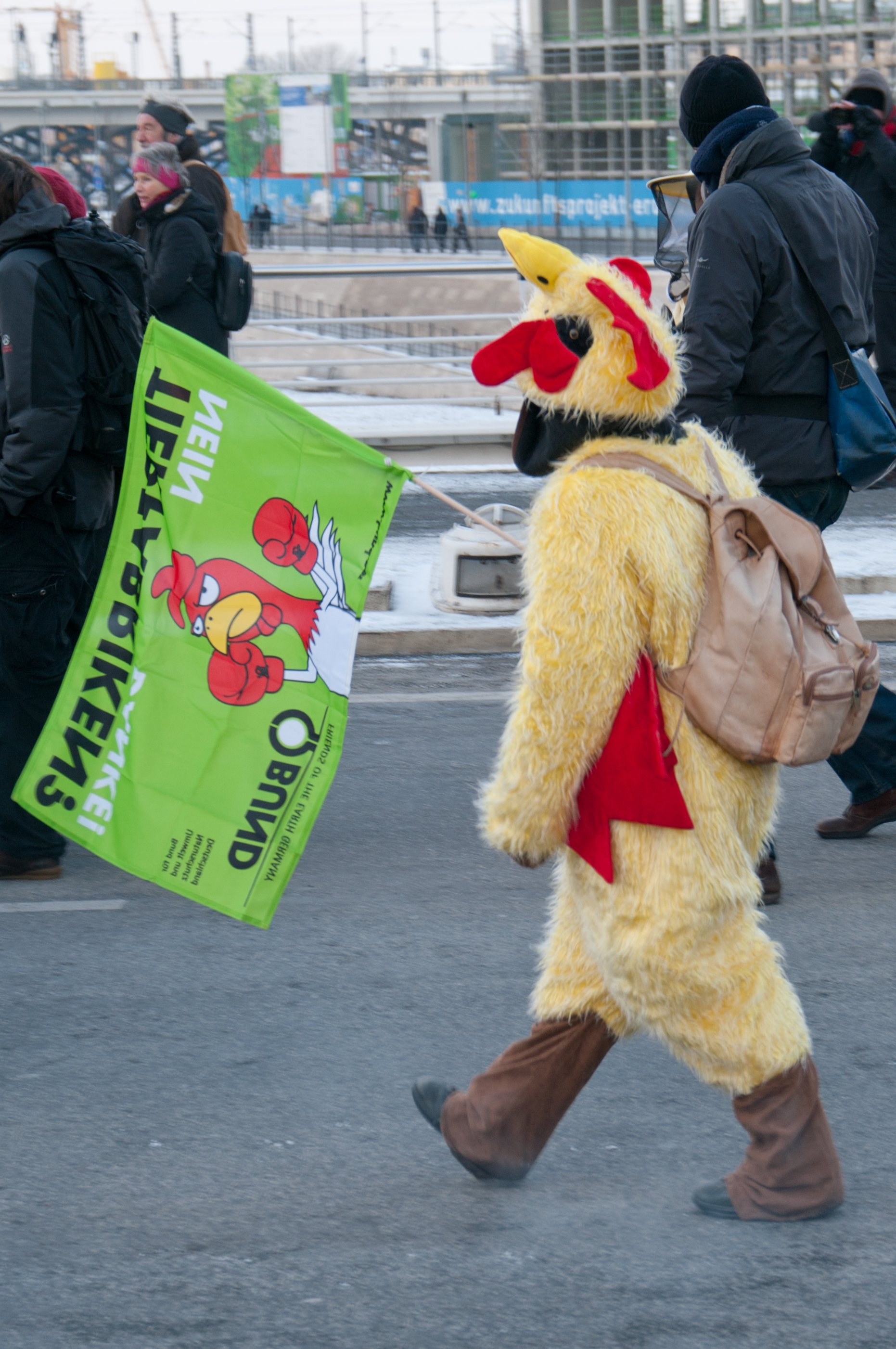
Demonstrant med BUND:s flagga vid en aktion mot industriell djurskötsel.

Bund für Umwelt und Naturschutz Deutschland e. V. (BUND) är en oberoende miljöorganisation och naturskyddsförening i Tyskland.
Organisationen grundades den 20 juni 1975 av flera aktivister, däribland författaren Horst Stern, zoologen Bernhard Grzimek, dirigenten Enoch zu Guttenberg och skogsbruksforskaren Hubert Weiger. Året 2000 hade BUND 365 000 medlemmar och året 2013 var 518 000 personer medlem. Förbundet är så Tysklands största miljöorganisation. Sedan 1989 tillhör BUND det internationella nätverket Friends of the Earth.
Föreningen har en medlemstidning (BUNDmagazin) som publiceras varje kvartal.